# 韓融
韩融（?—?），字元长，颍川舞阳（今属河南省漯河市）人，东汉末年官员。是韩韶的儿子。
189年，尚书、武威人周毖，城门校尉、汝南人伍琼劝说董卓矫正汉桓帝、汉灵帝时的弊政，征召未作过官的士人荀爽、陈纪、韩融、申屠蟠入朝任职。董卓任命陈纪为五官中郎将，韩融为大鸿胪。董卓派大鸿胪韩融、胡毋班等人去招抚关东将领，劝说袁绍等人服从朝廷。胡毋班等人都被杀掉。只有韩融因德高望重，免于一死。195年，李傕、郭汜之乱，郭汜就把太尉杨彪及司空张喜、尚书王隆、光祿勳刘渊、卫尉士孙瑞、太仆韩融、大司农朱儁、将作大匠梁邵、屯骑校尉姜宣等都扣留在营中，作为人质。朱儁发病而死。汉献帝又派太仆韩融到弘农，与李傕、郭汜等讲和，李傕放走被他俘虏的公卿百官，并归还了不少被掠去的宫女和御用物品。韩融年七十卒。